# Siri Gåsemyr Staalesen

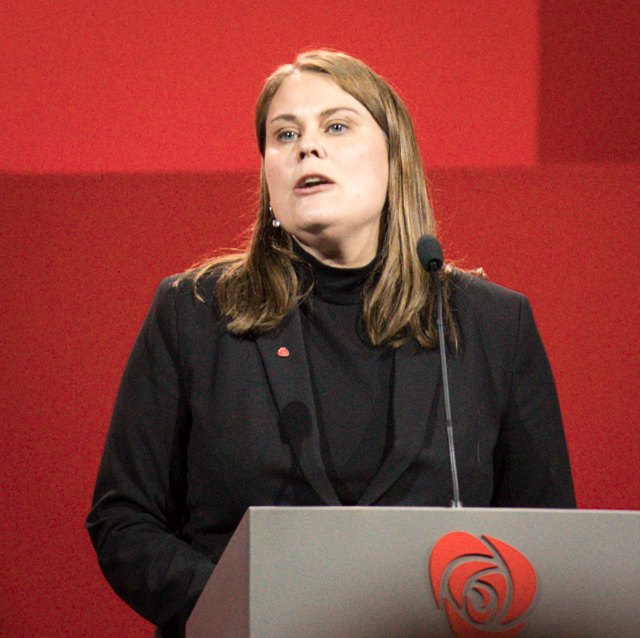
Siri Gåsemyr Staalesen, 2017

Siri Gåsemyr Staalesen (* 30. Juni 1973) ist eine norwegische Politikerin der sozialdemokratischen Arbeiderpartiet (Ap). Seit 2017 ist sie Abgeordnete im Storting.

## Leben
Staalesen studierte bis 1999 Geschichte an der Universität Oslo. In den Jahren 2000 bis 2001 arbeitete sie für die Kommune Oslo, bevor sie im Jahr 2001 als Lehrerin an der norwegischen Schule in Luxemburg unterrichtete. In den Jahren 2003 bis 2005 arbeitete sie in der Einwanderungsabteilung des Kommunalministeriums und danach bis 2007 im Bereich Integration im Arbeits- und Integrationsministerium. Ab 2007 war sie wieder für die Kommune Oslo tätig, von 2010 bis 2012 arbeitete Staalesen für das Umweltschutzministerium. Anschließend war sie bis 2018 Parteisekretärin der Arbeiderpartiet in Oslo.
Bei der Parlamentswahl 2009 verpasste sie den Einzug ins norwegische Nationalparlament Storting. Sie erhielt schließlich bei der Wahl 2017 erstmals ein Mandat. Dort vertrat sie den Wahlkreis Oslo und wurde Mitglied im Kommunal- und Verwaltungsausschuss. Bei der Stortingswahl 2021 verpasste sie den erneuten direkten Einzug ins Parlament und wurde erneut Vararepresentantin, also Ersatzabgeordnete. Als solche begann sie am 14. Oktober 2021 ihren Parteikollegen und Minister Espen Barth Eide zu vertreten. Im August 2024 gab sie bekannt, nicht bei der Parlamentswahl 2025 nicht erneut kandidieren zu wollen.